# 決戰終點線
是一部2013年英國、德國和美國合拍的傳記運動片。電影依據1970年代一時瑜亮的一級方程式賽車車手詹姆士·亨特和尼基·勞達相互競爭的故事改編，由朗·霍華执导，彼得·摩根编剧，克里斯·漢斯沃、丹尼爾·布爾和奧利維亞·魏爾德主演。
《決戰終點線》於2013年9月27日在美國上映，並由環球影業發行。

## 劇情
詹姆斯·亨特和尼基·劳达是两位技术高超的赛车手，两人于1970年在水晶宫赛道举办的英国三级方程式锦标赛（F3）中首次激烈的较量。亨特是个風流倜儻、果敢年轻的英国人，然每次比赛前他都会呕吐；劳达是奥地利机械天才型男，讲求理智和细心。賽事中，双方车辆都出现打滑，險些相撞，而冒險爭勝的亨特贏得了勝利。
勞達与家族就赞助赛车事件谈判破裂后，改從银行的大笔貸款，以贊助一级方程式（F1）车队不列颠车队，加入車隊成為車手，並結識队友克雷·雷加佐尼。另一方面，亨特由赫斯基男爵贊助，成立新秀赛车队赫斯基赛车晋级一级方程式的賽車，並在車隊要求專注於賽車事業中，與結識未久的超模苏茜·米勒結婚。随后，劳达与雷加佐尼加入法拉利车队，結識玛丽莲·克那斯（Marlene Knaus），于1975年夺得生涯首個F1錦標賽世界冠军。因為亨特的賽事成績不理想，難以爭取赞助商，資金問題導致赫斯基男爵不得不解散車隊。即將失去車手身分的亨特，趁埃默森·菲蒂帕尔迪無預警離開迈凯伦车队时，加入迈凯伦车队。
1976年一级方程式锦标赛伊始，劳达便主宰首两站的比赛，且上半年在各站獲勝連連，亨特一路追赶。年中時，亨特赢下西班牙大奖赛冠军，但赛后检查时发现他的车子寬度太宽，不符合規定，冠軍资格重新審查。为了符合F1的賽車規定以接續參賽，迈凯伦車隊臨時改裝車子，導致接下來的几场比赛屢遭挫折，期間，亨特和妻子協議離婚。离婚后，他重燃斗志，同時F1委員會審查後決議將西班牙大獎賽的冠軍頭銜和積分還予亨特，使得亨特重新有機會問鼎冠军。另一方面，劳达和玛丽莲低調地結婚。
德国大奖赛前夕，连日暴雨让本来就惡名昭著的纽博格林赛道十分危险。劳达約集參賽車手和F1委員會討論是否取消比赛。会议上，亨特认为少赛一场会让劳达得益，成功说服一众车手投票支持比赛。開賽時，亨特和劳达均以雨胎开始比赛，然而雨胎拖慢車速，冒險選擇乾胎的車手超前。到了第二圈，双方都更换轮胎，焦急讓勞達失去理智地趕車。到了第三圈中途，劳达駕駛的法拉利一条悬挂臂断裂，车子撞向路堤爆炸，并被其他车撞到。被眾人从起火車中救出的劳达，被空运到医院，头部和脸部三级烧伤，肺部嚴重内烧伤。劳达接受治疗，期间只能痛苦地看着亨特占据比赛主导地位。勞達不顾妻子的憂心和医生阻止，在事故發生六週後，復出參加意大利大奖赛，盡管起步時落後，但找回手感後，最终以第四名完赛，獲得全場擁戴歡呼，而亨特因車輛問題，没能完成這場比赛。
1976年的赛季在日本大奖赛的雨战中达到高潮。勞達因上半年的獲勝連連，年度積分仍高踞第一，亨特在勞達缺席的賽事中拼命追趕積分，將彼此差拉到3分，意味在日本大獎賽必須得到前三名才有足夠積分超越勞達，成為當年度世界冠軍。大雨中的賽事進行到第二圈，理智的勞達在自己的風險評估下，決定退出這場比赛，和妻子在場邊觀看亨特的情況。亨特從第三圈開始遭遇轮胎、齿轮变速箱、車擋损伤割手的多重問題，從領先位逐漸落後，雖然維修後勤人員提醒他生命重要，他聽若未聞，瘋狂地投入賽事，不顧生死地搶道爭先，最後以第三名完赛，年度積分以一分之差击败劳达，成為1976年F1錦標賽世界冠軍。
亨特在賽事結束後盡享冠軍榮耀，沉迷酒色，而劳达開始对开私人飞机感兴趣。兩人在博洛尼亚的私人机场巧遇，劳达說明自己在醫院接受醫師的勸告：有個好的競爭對手會讓自己更上層樓，建议亨特開始準備明年的比赛，兩人繼續較量。亨特嘻皮笑臉地說想再玩一陣子，畢竟他奪冠證明自己的能耐，理當享樂。之後亨特在1979年退休，转行赛车解说，在1993年去世，年僅45岁。年老的勞德看著過去兩人賽事的錄影，羨慕和欽佩亨特和自己截然不同的人生觀，回憶兩人在賽事期間亦敵亦友的相處。

## 演員
- 克里斯·漢斯沃 飾 詹姆士·亨特
- 丹尼爾·布爾 飾 尼基·勞達

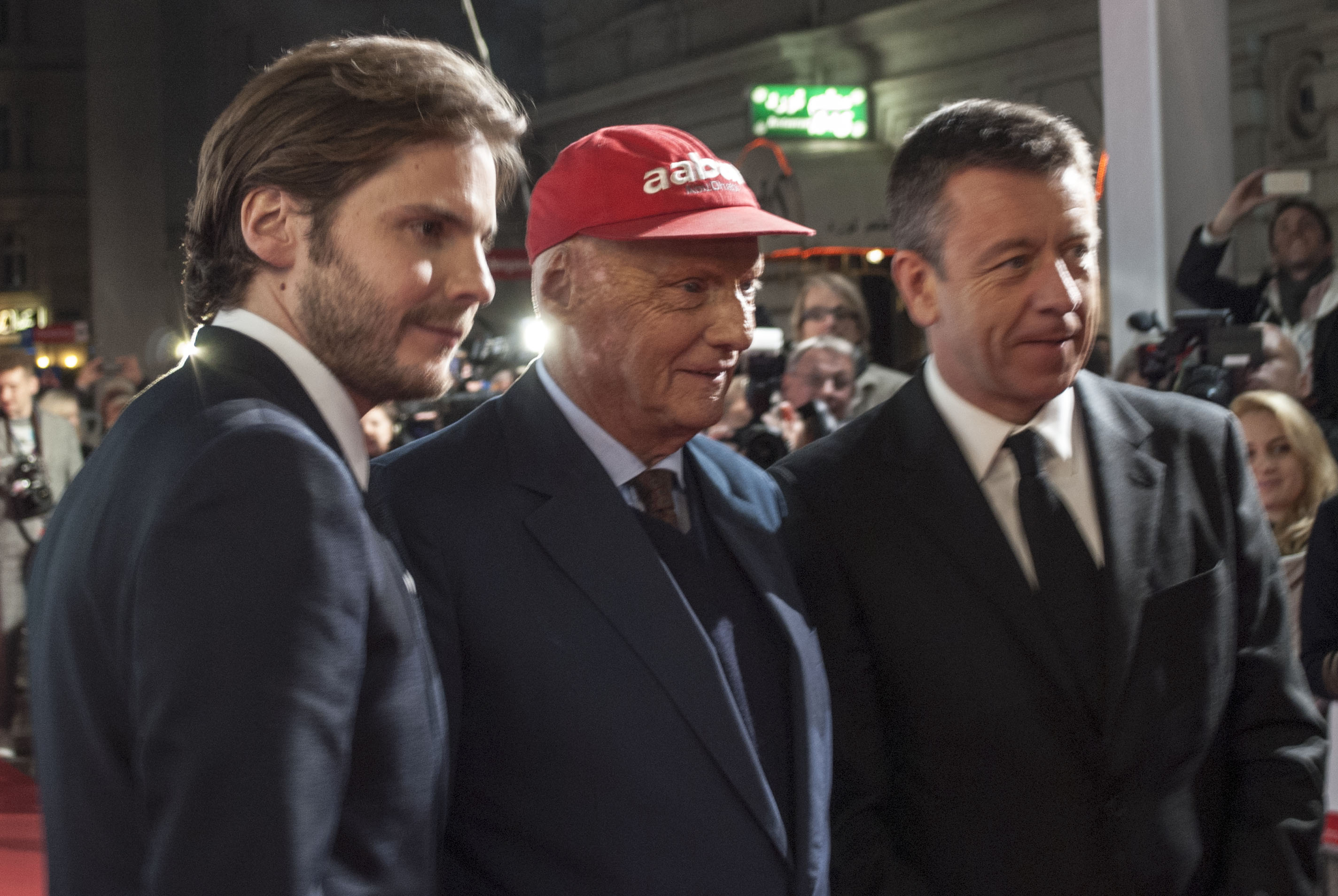
丹尼爾·布爾，尼基·勞達及彼得·摩根在奧地利維也納的《一級雙雄》首演

- 奧利維亞·魏爾德 飾 苏西·米勒（英语：Suzy Miller），亨特妻子。
- 娜塔莉·多莫 飾 詹娜，护士，亨特情人。
- 亚历山德拉·玛丽亚·拉那 飾 玛麗蓮·克納斯，勞達妻子。
- 皮尔佛朗西斯科·法维诺（英语：Pierfrancesco Favino） 飾 克雷·雷加佐尼，勞達的隊友，一起從不列顛車隊轉到法拉利車隊。
- 克里斯蒂安·麦凯（英语：Christian McKay） 飾 赫斯基男爵（英语：Alexander Fermor-Hesketh, 3rd Baron Hesketh），亨特最初的贊助者。
- 大卫·考尔德（英语：David Calder (actor)） 飾 路易斯·斯坦利（英语：Louis Stanley），
- 史蒂芬·曼甘 飾 阿拉斯泰尔·卡德维尔（英语：Alastair Caldwell），邁凱倫車隊技術總監。
- 埃利斯戴尔·皮特里（英语：Alistair Petrie） 飾 史特靈·莫斯，賽事解說員。
- 柯林·史丁顿（英语：Colin Stinton） 飾 泰德·梅耶（英语：Teddy Mayer），邁凱倫車隊老闆。
- 约亨·马斯（Jochen Mass）饰 自己，F1車手。
- 朱利安·莱因德-塔特（英语：Julian Rhind-Tutt） 飾 安东尼·“泡泡”·霍斯利，與亨特從赫斯基車隊一起轉至邁凱倫車隊的維修後勤人員。
- 奥古斯托·达拉拉 飾 恩佐·法拉利，法拉利車隊老闆。
- 约瑟菲娜·德拉博姆（英语：Joséphine de La Baume） 飾 阿格内斯·波内特。
- 阿拉斯泰尔·卡德维尔（英语：Alastair Caldwell）　飾演F1委員會一員。

## 製作
克里斯·漢斯沃拍完《復仇者聯盟》之後，為了變身70年代知名F1賽車冠軍占姆士·亨特，急速減重，從215磅減至185磅（約從100公斤減至85公斤）。

## 首映
電影《一級雙雄》在2013年9月2日在倫敦萊斯特廣場舉行首映禮，男主角克里斯·漢斯沃和愛妻艾兒莎巴塔奇出席，兩人更恩愛接吻。由於電影與一級方程式賽車有關，F1主席伯尼·埃克萊斯頓及愛女Tamara都有出席，甚至前F1車手尼基·勞達都有出席，事關他是戲中克里斯角色死對頭的真人。現役F1英國賽車手简森·巴顿都有回家鄉撐場，邁凱倫車隊更出動新舊F1車助興。

## 評論

### 專業影評
在爛番茄網站有89%的新鮮度，平均得分7.5。媒体综评75分，《今日美国》、《综艺》、《全面电影》三家媒体打出满分，收获大量好评。
美媒代表性评价：“出色地捕捉风驰电掣地兴奋观感，直面死亡般地碰撞激情，这是一部歌唱欢乐的竞赛影片”，“汇聚了伟大赛车电影的所有精华元素，影片本身就堪称大师级水准，还有今年最令人难忘的双人对手戏”，“扣人心弦！在两个领导人物的带领下，连同一个奥斯卡级别的剧本和出色的镜头语言，共同打造出一部激动人心数看不厌的赛车经典”，“绝对的稀有珍品，用小成本打造出宏大动作场景的典范”，“充满幽默、碰撞和烟花效果的脚本，足以满足“速度与激情”系列的所有观众”。
香港《明報》的石琪給予三顆半星(最高五顆)，他說：「朗侯活在主流中拍出別致的影像風格，有刺激飛車，男歡女愛，成功刻劃雙雄惡鬥而又惺惺相惜的關係，不落俗套。」

### 票房
2013年9月27日正式扩映后美国首周末收获1031万美圆列第三位。中国大陆于2015年12月11日作为批片上映，这比外国上映晚了2两年多之久，由于许多人已经在电脑上看过该片导致中国票房并不好，首周3天仅收1130万人民币，次周收800万。

## 奖项
| 頒獎典禮             | 獎項         | 名字                        | 結果 |
| -------------------- | ------------ | --------------------------- | ---- |
| 第67届英國電影學院獎 | 最佳英國電影 | 決戰終點線                  | 提名 |
| 第67届英國電影學院獎 | 最佳男配角   | 丹尼尔·布鲁赫               | 提名 |
| 第67届英國電影學院獎 | 最佳剪輯     | Daniel P. Hanley、Mike Hill | 獲獎 |
| 第67届英國電影學院獎 | 最佳配樂     | 決戰終點線                  | 提名 |
| 第71届金球獎         | 最佳劇情片   | 決戰終點線                  | 提名 |
| 第71届金球獎         | 最佳男配角   | 丹尼·布鲁赫                 | 提名 |

## 外部連結
- 官方网站
- 決戰終點線的Facebook專頁
- YouTube上的決戰終點線頻道
- 互联网电影数据库（IMDb）上《決戰終點線》的资料（英文）
- 爛番茄上《決戰終點線》的資料（英文）
- Metacritic上《決戰終點線》的資料（英文）
- 豆瓣电影上《決戰終點線》的資料 （简体中文）